# Consejo de Gobierno de la Junta de Comunidades de Castilla-La Mancha
El Consejo de Gobierno de la Junta de Comunidades de Castilla-La Mancha es el órgano ejecutivo colegiado de la comunidad autónoma de Castilla-La Mancha (España). Dirige la acción política y administrativa regional, ejerce la función ejecutiva y la potestad reglamentaria en el marco de la Constitución, del Estatuto de Autonomía, de las leyes del Estado y de las leyes regionales. Además, es una de las tres instituciones que integran la Junta de Comunidades, junto al presidente y a las Cortes.
El Consejo de Gobierno se compone del presidente, de los vicepresidentes, en su caso, y de los consejeros. Además, responde políticamente ante las Cortes de forma solidaria, sin perjuicio de la responsabilidad directa de cada consejero por su gestión.

## Composición
Emiliano García-Page tomó posesión de su segundo mandato como presidente de la Junta de Comunidades de Castilla-La Mancha el 8 de julio. Los consejeros tomaron posesión de sus cargos el lunes 11 de julio.
| Presidencia                                                  |  |                                                      |  |
| Presidente de la Junta de Comunidades de Castilla-La Mancha  |  | Emiliano García-Page Sánchez 8 de julio de 2023 -    |  |
| Vicepresidencias                                             |  |                                                      |  |
| Vicepresidente primero                                       |  | José Luis Martínez Guijarro 11 de julio de 2023 -    |  |
| Vicepresidente segundo                                       |  | José Manuel Caballero Serrano 11 de julio de 2023 -  |  |
| Consejerías                                                  |  |                                                      |  |
| Economía, Empresas y Empleo                                  |  | Patricia Franco Jiménez 11 de julio de 2023 -        |  |
| Hacienda, Administraciones Públicas y Transformación Digital |  | Juan Alfonso Ruiz Molina 11 de julio de 2023 -       |  |
| Igualdad                                                     |  | Sara Simón Alcorlo 11 de julio de 2023 -             |  |
| Portavoz                                                     |  | Esther Padilla Ruiz 11 de julio de 2023 -            |  |
| Sanidad                                                      |  | Jesús Fernández Sanz 11 de julio de 2023 -           |  |
| Agricultura, Ganadería y Desarrollo Rural                    |  | Julián Martínez Lizán 11 de julio de 2023 -          |  |
| Educación, Cultura y Deportes                                |  | Amador Pastor Noheda 11 de julio de 2023 -           |  |
| Fomento                                                      |  | Ignacio Hernando Serrano 11 de julio de 2023 -       |  |
| Bienestar Social                                             |  | Bárbara García Torijano 11 de julio de 2023 -        |  |
| Desarrollo Sostenible                                        |  | María Mercedes Gómez Rodríguez 11 de julio de 2023 - |  |